# 8786 Belskaya
8786 Belskaya este un asteroid din centura principală de asteroizi.

## Descriere
8786 Belskaya este un asteroid din centura principală de asteroizi. A fost descoperit pe 2 septembrie 1978 la Observatorul La Silla de Claes-Ingvar Lagerkvist. El prezintă o orbită caracterizată de o semiaxă mare de 3,17 ua, o excentricitate de 0,15 și o înclinație de 1,6° în raport cu ecliptica.